# Sint-Hubertuskerk (Blerick)

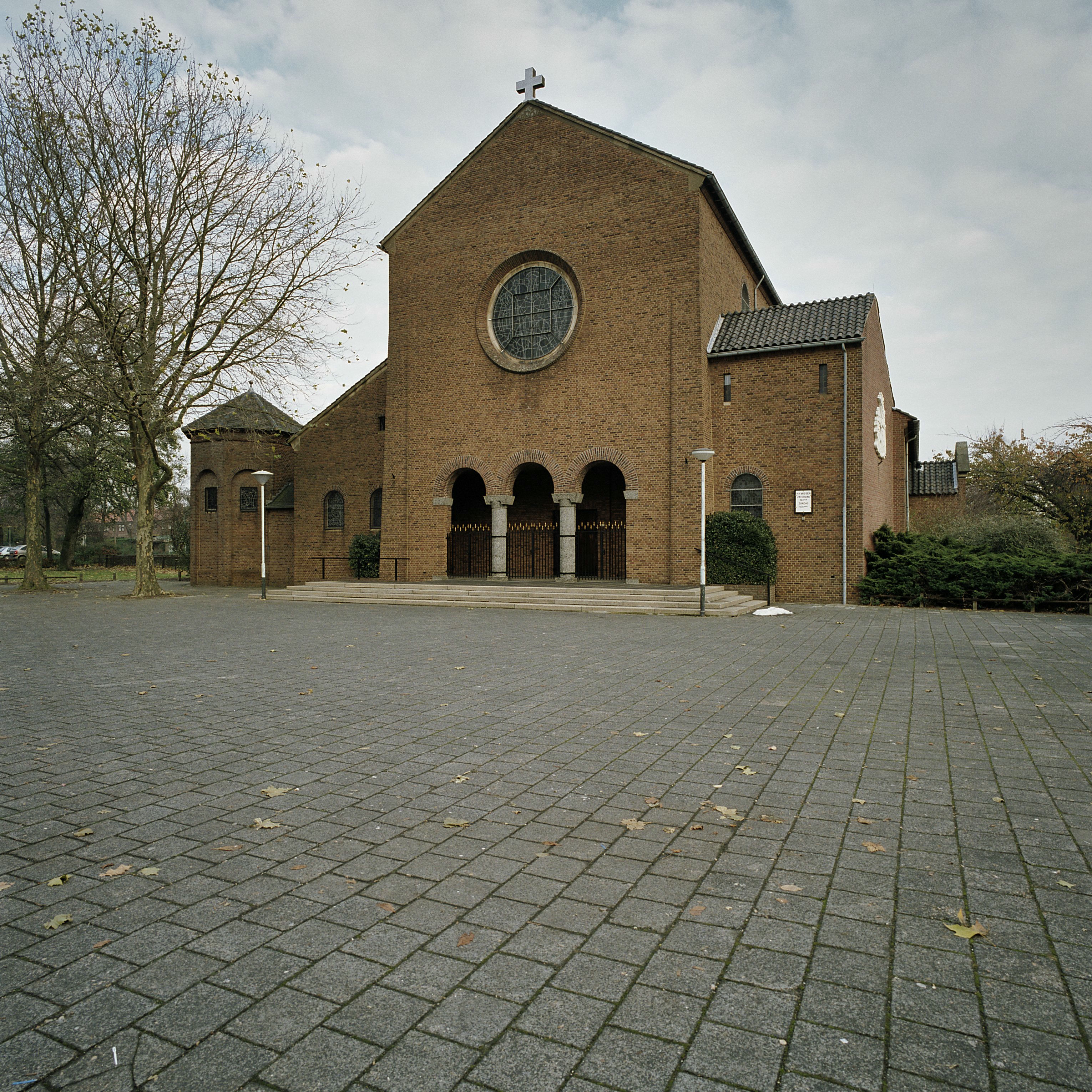
Sint-Hubertuskerk

De Sint-Hubertuskerk is een kerkgebouw te Blerick, gelegen aan Sint-Hubertusplein 1.
In 1950 werd de Sint-Hubertusparochie opgericht, die een afsplitsing was van de Antonius van Paduaparochie. Aanvankelijk kerkte men in een noodkerk. De eigenlijke kerk werd gebouwd in 1953 naar ontwerp van Jan Ramaekers. In 1954 werd zij ingezegend.
Het is een bakstenen basiliek in een stijl die aan vroegchristelijke kerken herinnert met rondbogige vensters en de zijbeuken onder lessenaardak. De westgevel heeft een roosvenster voorzien van glas-in-lood, en een ingangspartij bestaande uit een portaal waaraan drie rondbogige openingen toegang verlenen. Deze worden gescheiden door pilaren met ionische kapitelen.
De kerk bezit geen toren, doch een bescheiden dakruitertje aan de koorzijde.
Het interieur is dat van een basilica, een hoog middenschip, gescheiden van de zijbeuken door op pilaren rustende rondbogen, een vlak, houten plafond en een door een triomfboog afgescheiden koor.
Het interieur is wit geschilderd, op de pilaren na.
Het orgel is een Verschueren-orgel uit 1954.